# Grävlingabackarna
Grävlingabackarna är ett naturreservat i Östra Göinge kommun i Skåne län.
Området är naturskyddat sedan 2009 och är 24 hektar stort. Reservatet består av gammal utmarksskog.